# Puy de la Rodde
Le puy de la Rodde est un sommet d'origine volcanique culminant à 1 131 m d'altitude dans le département français du Puy-de-Dôme.

## Géographie
Le puy de la Rodde est situé dans la chaîne des Puys, au sein du Massif central.